# Sint-Amandsberg
Sint-Amandsberg är en ort i Belgien.   Den ligger i provinsen Östflandern och regionen Flandern, i den nordvästra delen av landet, 50 km nordväst om huvudstaden Bryssel. Sint-Amandsberg ligger 7 meter över havet och antalet invånare är 23 143.
Terrängen runt Sint-Amandsberg är mycket platt. Runt Sint-Amandsberg är det tätbefolkat, med 331 invånare per kvadratkilometer.. Närmaste större samhälle är Gent, 2,0 km väster om Sint-Amandsberg. 
Omgivningarna runt Sint-Amandsberg är en mosaik av jordbruksmark och naturlig växtlighet.